# 平均律键盘曲集

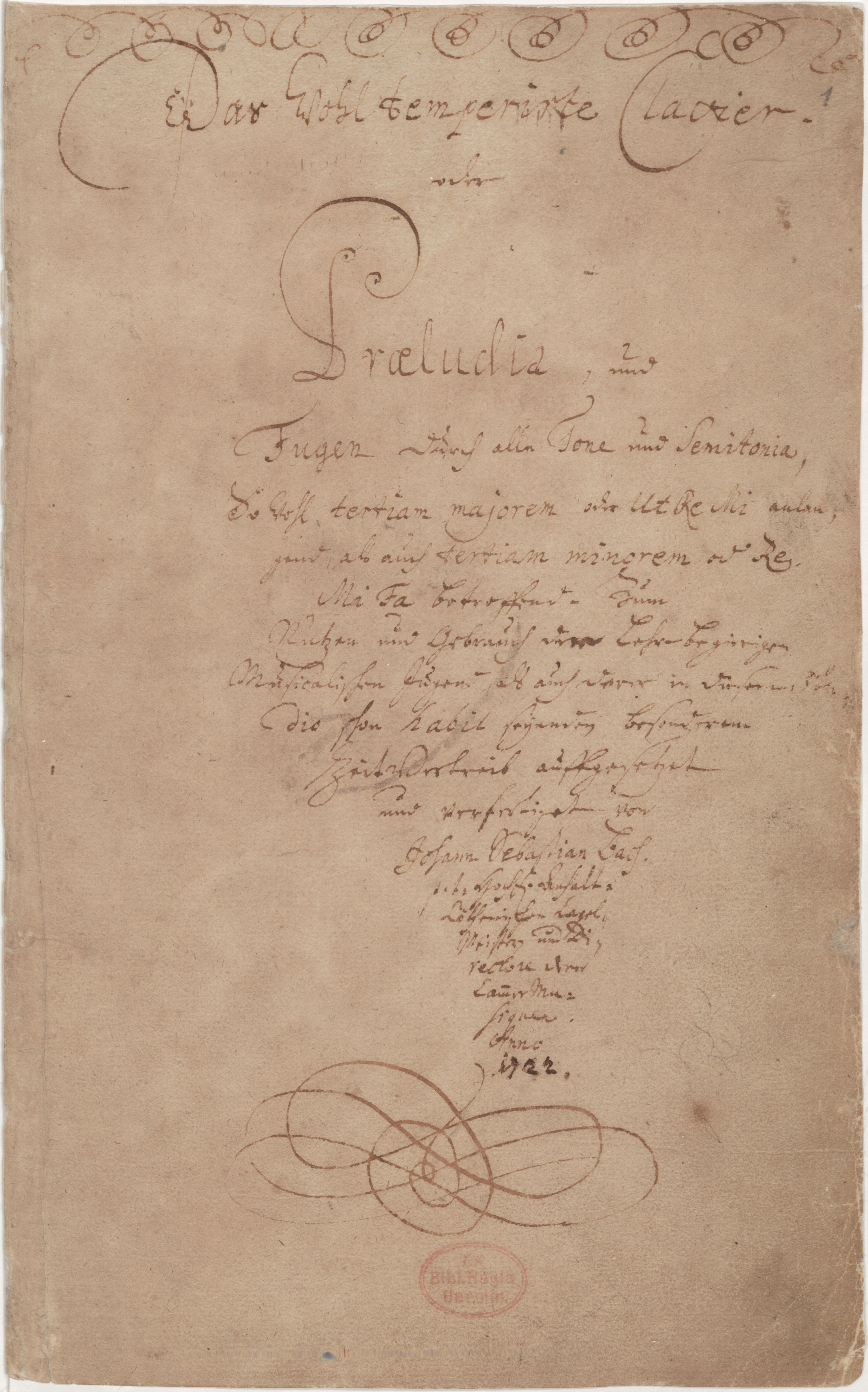
《平均律键盘曲集》第一卷手稿的封面

《平均律键盘曲集》（德語：Das Wohltemperierte Klavier），作品號BWV 846–893，是一组由约翰·塞巴斯蒂安·巴赫为键盘独奏乐器而创作的音乐。最初，巴赫于1722年创作了一组在全部二十四个大小调上的前奏曲与赋格，标题上写着“为使好学的音乐青年从中获益，特别是供熟悉此类技巧的人消遣”。巴赫后来于1742年又创作了同样形式的第二组乐曲，但标题仅为“二十四首前奏曲与赋格”。现在，这两组作品通常作为第一卷和第二卷被合称作“平均律键盘曲集”。《平均律键盘曲集》被广泛看作是西方古典音乐历史上最具影响力的作品之一。

## 名稱
事实上，《平均律键盘曲集》的“平均律”一词并非十二平均律，“平均律”之误译或来自日文“平均律クラヴィーア曲集”。巴赫的标题暗示这部作品是为“經過合適調律的鍵琴”系统而作的，而“合適、妥當的調律”（well temperament）与“平均律”（equal temperament）是两种不同的概念，这种调律法能让所有的调听起来都是同样準的。巴赫时期与之相对的调律法是中庸律，在这种调律法中变音记号较多的调听起来就不準了。一般认为巴赫所指即合適、妥當的調律有很多种可能，而平均律理論的實際應用，是巴赫過世很久以後，1850年才流行的现代键盘标準调律法。现代学者认为巴赫应该是某种良律调律法。对于巴赫是要求若干种类似的，甚至每首都有细微差别的调律法，还是要求单一万能的“好律”调律法，是有争议的。巴赫的这部作品严格地讲应该直译为“合宜調律鍵琴曲集”。

## 作品历史
第一卷完成于巴赫在科滕工作期间，第二卷22年后完成于莱比锡。两卷的手抄本都广为流传，但印刷版直到1801年才出现，由波恩、莱比锡和苏黎世的三个出版商几乎同时出版。巴赫的音乐风格在其去世时已经不再流行，而且早期古典主义音乐既没有复杂的对位也没有多变的调性。但是随着十八世纪70年代古典主义风格的逐渐成熟，《平均律键盘曲集》开始影响音乐的历史进程，海顿和莫扎特都深入研究了这部作品。
每一卷都包含24组前奏曲与赋格。第一组是C大调，第二组是c小调，第三组是升C大调，第四组是升c小调，等等。如此不断上升的半音序列包含了所有的调，最后以一首b小调赋格结束。
巴赫在一些前奏曲与赋格中重用了他之前的作品，例如作于1720年的《写给威廉·弗里德曼·巴赫的键盘小曲集》中包含了11首前奏曲的原型。第一卷的升C大调前奏曲与赋格本来是C大调，巴赫后来添加了有7个升号的调号，并调整了一些临时升降号，从而将乐曲转移到了所需的调上。巴赫的音乐具有深远的影响，证据之一是莫扎特的《C大调幻想曲与赋格》（K. 394），其中赋格的主题与《平均律键盘曲集》第一卷中降A大调赋格的主题相同。这一主题还用在第二卷的C大调赋格中。此外，巴赫《双羽管键琴协奏曲》（BWV 1061）第三乐章中赋格的主题也与之类似。

### 沿袭
尽管《平均律键盘曲集》是第一部完整的使用全部二十四个调的键盘曲集，但之前已经有过类似的作品。在17世纪晚期现代调性体系建立之前，有很多作曲家创作过使用全部八种调式的作品集，例如约翰·帕赫贝尔的《圣母赞歌赋格》（作于1695年～1706年）、乔治·米法（Georg Muffat）的《Apparatus Musico-organisticus》（作于1690年）以及约翰·施佩特（Johann Speth）的《Ars magna》（作于1693年）等。而且，在巴赫之前200年左右，在鲁特琴和希尔伯琴（Theorbo）等拨弦乐器上就实现了平均律调律，并产生了一些包含所有调的组曲（不过这种音乐还不属于现代调性体系）：

## 音乐风格和内容

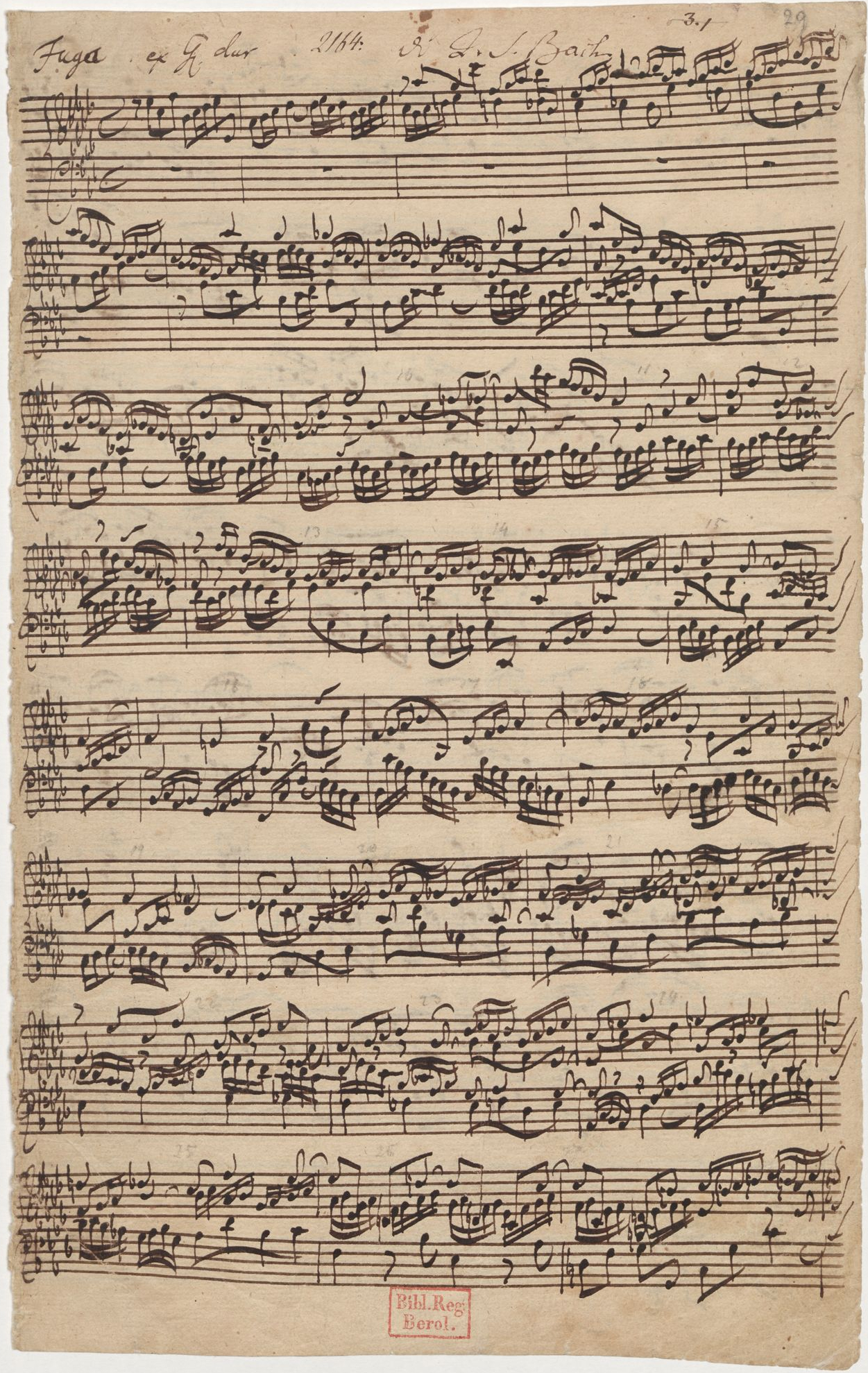
《平均律键盘曲集》第二卷中的《降A大调赋格》（手稿）

《平均律键盘曲集》中的音乐风格非常多样，比绝大多数音乐文献都丰富。
前奏曲的风格本身就是自由的。尽管其中一些有典型的巴洛克旋律线，并附带了自由的扩展尾声。（例如第一卷的c小调、D大调和降B大调前奏曲）。
每首赋格上都标记着声部的数目，从二到五。大多数都是三声部和四声部的赋格。赋格中包含了各种复调技巧，例如赋格呈示部，主题倒置和紧接段等。但是一般而言比巴赫的管风琴赋格更加紧凑简练。
两卷赋格中最出名的一首是第一卷的第一首前奏曲，由简单的分解和弦的进行组成。由于C大调前奏曲技巧上的简单，成为钢琴初学者必学的曲目之一。这首前奏曲还被古诺改编成了《圣母颂》。

## 后世影响
尽管《平均律键盘曲集》不是第一部使用所有调的作品，但它是最有影响的一部。作品的本性（正如标题揭示出来的那样）即要求一种和谐的调律法，成为西方音乐在20世纪早期之前的基础。《平均律键盘曲集》中不需要非常复杂的转调，而是证明了和谐调律的独奏乐器能够在24个调上演奏，不需重新调律。贝多芬的音乐中远关系转调至关重要，他也深受《平均律键盘曲集》的影响。年轻时在音乐会上演奏这部作品是他吸引目光的亮点。
第一套完整的《平均律键盘曲集》录音是由艾德溫·費雪在1933年到1936年间完成的.